# Miriam Stein
Miriam Stein (Viena, 10 de mayo de 1988) es una actriz austriaca-suiza, más conocida por haber interpretado a Charlotte en la miniserie Generation War (también conocida como: Unsere Mütter, unsere Väter).

## Biografía
Es hija del actor y presentador suizo Dieter Moor, también conocido como «Max Moor» y de la directora de teatro austriaca Marie-Louise Stein.
En 2006 comenzó a estudiar en el "Zürcher Hochschule der Künste", de donde se graduó en 2009. Más tarde pasó un año en París en el "Conservatoire national supérieur d’art dramatique". Desde 2009 vive en pareja con el actor alemán Volker Bruch.

## Carrera
En 1999 obtuvo su primer papel en la película Das Mädchen aus der Fremde, de Peter Reichenbach, donde interpretó a una pequeña niña refugiada de Kosovo. Por su actuación en 2001 recibió el premio "Deutschen Fernsehpreises".
En 2010 participó en el drama romántico Goethe!, donde dio vida a Charlotte "Lotte" Buff; por su interpretación obtuvo el premio "New Faces Award". En 2014 ganó el premio Romy en la categoría de "mejor actriz" por su interpretación en la miniserie Generation War, donde dio vida a la enfermera Charlotte "Charly".

## Filmografía

### Películas
- 1999: Das Mädchen aus der Fremde
- 2001: Tod durch Entlassung
- 2004: Alles wegen Hulk
- 2007: Liebe und Wahn
- 2008: Jimmie
- 2009: Morgen danach (cortometraje)
- 2009: Alice – Paris (cortometraje)
- 2009: Der letzte Schnee (cortometraje)
- 2009: Der Mann, der nichts wollte (cortometraje)
- 2010: 180° – Wenn deine Welt plötzlich Kopf steht
- 2010: Neue Vahr Süd
- 2010: Goethe!
- 2011: Der Verdingbub
- 2012: Omamamia
- 2014: Hin und weg

### Series de televisión
| Año             | Serie                         | Personaje         | Notas                                                                 |
| --------------- | ----------------------------- | ----------------- | --------------------------------------------------------------------- |
| 2012 - presente | Vier Frauen und ein Todesfall | Pippa Sponring    | 18 episodios                                                          |
| 2016            | Gotthard                      | Anna              | miniserie                                                             |
| 2015            | The Team                      | Natascha Stark    | 8 episodios                                                           |
| 2014            | Borgia                        | Juana de Castilla | episodio "1506"                                                       |
| 2013            | Generation War                | Charlotte         | 3 episodios - miniserie (conocida como "Unsere Mütter, unsere Väter") |
| 2003            | Die Cleveren                  | Carla Walberg     | episodio "Herbstkinder"                                               |

## Premios y nominaciones
| Año  | Categoría                                                                                      | Premio            | Serie/Película             | Resultado |
| ---- | ---------------------------------------------------------------------------------------------- | ----------------- | -------------------------- | --------- |
| 2014 | Favorite Actress                                                                               | Romy Award        | Generation War             | Nominada  |
| 2013 | Best German Actress (junto a Volker Bruch, Tom Schilling, Katharina Schüttler y Ludwig Trepte) | Special Award     | Generation War             | Ganadores |
| 2011 | Actress                                                                                        | New Faces Award   | Goethe!                    | Ganadora  |
| 2001 | -                                                                                              | Promotional Award | Das Mädchen aus der Fremde | Ganadora  |